# Nye Danske
Forsikringsaktieselskabet Nye Danske af 1864 var et dansk forsikringsselskab, stiftet 19. april 1864 på initiativ af daværende grosserer, konsul Luis Bramsen (1819-1886), som var selskabets første direktør. Han efterfulgtes i 1886 af sønnen, gehejmeetatsråd og indenrigsminister Ludvig Bramsen (1847-1914), som i 1914 efterfulgtes af brodersønnen, cand.jur. Eigil Bramsen (1877-). Eigil Bramsen fratrådte i 1946, og direktionen bestod i 1950 af Evald Theodor Kjølbye (1884-1955), Jens Otto Sagild (1899-1973) og cand.act. Kaj Christensen (1902-1984).
Det fusionerede i 1973 med Danske Lloyd A/S og Nordisk Brandforsikring A/S til Nye Danske Lloyd A/S, der i 1982 indgik i Baltica.
Selskabet havde til huse i Stormgade 2-6 i København.